# 路易莎·索布拉尔
路易莎·維拉爾·布拉安坎普·索布拉尔 （葡萄牙語：Luísa Vilar Braamcamp Sobral，1987年9月18日—），是一位葡萄牙歌手和作曲家。

## 生平
路易莎·索布拉尔出生在葡萄牙里斯本，童年曾有一段时间在美国居住，2009年毕业于伯克利音乐学院。
2017年凭借自己作曲的《Amar pelos dois》帮助弟弟萨尔瓦多·索布拉尔拿下了2017年欧洲歌唱大赛冠军。